# António Tomás de Lima
António Tomás de Lima (Lisboa, 1887 — 1950) foi um compositor, violinista e maestro, que se distinguiu como professor do Conservatório Nacional de Lisboa nas classes de Violino e Direcção de Orquestra e, mais tarde, de Composição e Música de Câmara. Foi concertista de grande mérito, com uma carreira de solista com grande incidência no Brasil.

## Biografia
Tomás de Lima nasceu em Lisboa onde desde muito novo se dedicou ao estudo da música. Revelou-se um aluno brilhante, a ponto de com apenas 14 anos de idade ter dirigido o coro da Sé Patriarcal de Lisboa, de que fazia parte, na execução de obras da sua autoria, iniciando a sua carreira de concertista quando ainda frequentava o Conservatório Nacional de Lisboa.
Em 1914 ingressou na orquestra de David de Sousa, na qual foi concertista até 1916, ano em que começou a dirigir concertos sinfónicos. Em 1919 foi premiado com 1.º Prémio de Composição dos Jogos Florais do Porto.
Convidado por Viana da Mota, em 1919 integrou o corpo docente do Conservatório Nacional, leccionando nas classes de Violino e Direcção de Orquestra. Mais tarde passou a leccionar Composição e Música de Câmara. Como solista teve grande visibilidade no Brasil, onde foi em digressões nos anos de 1921 e 1929, actuando como solista. A 14 de fevereiro de 1930, foi agraciado com o grau de Cavaleiro da Ordem Militar de Sant'Iago da Espada.
Foi pai do pianista e compositor Eurico Tomás de Lima (Eurico Thomaz de Lima) (1908-1989).
A sua obra como compositor inclui composições sinfónicas, peças para violino e orquestra, piano, música de câmara e canto. Utilizou na sua música vocal poemas de Almeida Garrett, António Nobre, Guerra Junqueiro e Afonso Lopes Vieira.
Encontra-se colaboração da sua autoria na revista Música existente entre 1924 e 1925.
É nome de rua na Centro Histórico de São Paulo, ligando a rua Conde de Sarzedas até a rua Dr. Lund.